# Kokos (jezik)
Kokos jezik (ISO 639-3: coa; cocos, kukus), austronezijski jezik čije je porijeklo s otočja Kokos (Keeling), pripada Australiji. Danas ga govori oko 5 000 ljudi, i to poglavito u malezijskoj državi Sabah (Tawau i Lahad Datu). Ostalih 1 000 živi u Australiji i to 495 na otoju Cocos Islands (1987), i 558 na Božićnom otoku (1987).
jedan od prrdstavnika malajskog makrojezika [msa]

## Vanjske poveznice
- Ethnologue (14th)
- Ethnologue (15th)